# Jesu Kristi Kirke af Sidste Dages Hellige i Danmark
Jesu Kristi Kirke af Sidste Dages Hellige i Danmark er en dansk afdeling af Jesu Kristi Kirke af Sidste Dages Hellige, der blev grundlagt i Fayette, New York i 1830, som har eksisteret i Danmark siden 1850.
Kirken har været et anerkendt trossamfund i Danmark siden 1970.
Der er i alt 4430 medlemmer af kirken i Danmark fordelt over 22 menigheder, mens der er én mission og ét tempel i Danmark.

## Historie
I Boston i 1842 blev Peter Clemensen og Hans Christian Hansen døbt som henholdsvis den første og den anden dansker til at omvende til kirken. Peter Clemensen forlod senere troen, men Hans Christian Hansen blev, og døbte sin bror Peter Olsen Hansen, der som den tredje dansker omvendte til kirken i 1844. Peter Olsen Hansen migrerede til Nauvoo, hvor han påbegyndte den danske oversættelse af Mormons Bog mens han arbejdede ved templet i Nauvoo, før han i 1846 deltog i udvandringen til Salt Lake Valley. I oktober 1849 tog han på mission til Danmark som ledsager af apostlen Erastus Snow, hvorved han ankom i København den 11. maj 1850 og begyndte at prædike. Det var i denne sammenhæng afgørende, at Junigrundloven var vedtaget kort forinden. Den 14. juni 1850 kom Erastus Snow til København og organiserede den Skandinaviske Mission, og den 12. august 1850 døbtes 15 omvendte som de første i Danmark. Kjøbenhavnsposten skrev den 9. september 1850 vedrørende mormonernes omvendelser: Heri Byen skulle Mormonerne allerede have bragt Adskillige til Omvendelse og navnlig skulle flere af Babtisterne være gaaet over til Mormonerne. Den 25. november 1850 blev der oprettet en gren i Aalborg, og i 1851 blev Mormons Bog udgivet på dansk som den første ikke engelske udgave. I Januar 1852 forlader den første gruppe mormoner Danmark for at tage til Utah. Ved århundredeskiftet var over 12.000 udvandret.
I 1911 udgives den danske stumfilm Mormonens Offer.
Den 1. september 1939, under Tysklands invasion af Polen, bliver alle missionærer i Tyskland evakueret til Danmark. Kirken gav efter anden verdenskrig humanitær hjælp til Danmark. I maj 1946 begynder Kirkens Genealogical Society at mikrofilme danske sogneoptegnelser og folketællinger.
Den 27. marts 1999 bekendtgøres opførelsen af Templet i København.
Brigham Young University i Provo, Utah tilbyder op til tre års danskkurser, der inkluderer forståelse, tale, kultur, skrift, samtale, litteratur og kulturhistorie. En del af de studerende på studiet er mormoner, der er tilbagevendt fra Danmark efter missions-virksomhed.

## Kirkebygninger af Jesu Kristi Kirke af Sidste Dages Hellige
Det gælder, at kirkemedlemmer deltager i møderne, der ligger nærmest deres hjem. Hvert medlem tilhører dermed en stav, som svarer til et bispedømme. Stavene består af menigheder og grene, der er de lokale forsamlinger. I 1974 blev København Stav dannet og kom til at omfatte Sjælland, Lolland, Falster og Bornholm, mens Aarhus Stav blev dannet i 1978 og kom til at omfatte Jylland og Fyn. Forsamlinger er typisk geografisk organiserede i menigheder, men hvor der er færre kirkemedlemmer organiseres de i grene, som er mindre og ligger under en en stav, en mission eller et distrikt.
|  | Aarhus Stav - Esbjerg Menighed - Fredericia Menighed - Frederikshavn Gren - Herning Gren - Horsens Menighed - Odenses 1. Menighed - Odenses 2. Menighed - Randers Gren - Skive Gren - Sønderborg Gren - Aalborg Menighed - Aarhus Menighed | Københavns Stav - Templet (København) - Allerød Menighed - Amager Gren - Frederiksberg Menighed (København) - Nykøbing-Falster Gren - Roskilde Menighed - Rønne Gren - Slagelse Menighed - Gladsaxe 1. Menighed - Gladsaxe 2. Menighed |